# Esfarwarin
Esfarwarin (perski: اسفرورین) – miasto w Iranie, w ostanie Kazwin. W 2016 roku liczyło 12 371 mieszkańców.